# Cultura Przeworsk
La cultura Przeworsk és una cultura arqueològica de l'edat de ferro que data del segle iii aC fins al segle V, i que va existir al centre i sud de Polònia, des de l'alt Oder a la conca del Vístula, i s'estengué després cap a l'est d'Eslovàquia i Subcarpacia entre l'Oder i les seccions mitjana i superior del Vístula, i cap al sud per la secció mitjana del Danubi en les capçaleres del Dnièster i Tisza. Hui s'associa aquesta cultura amb els grups baltoeslaus.
Pren el nom d'un cementeri proper a la ciutat de Przeworsk, al Voivodat de Subcarpàcia, on es van trobar els primers artefactes adscrits a aquesta cultura.